# Премия МВД России
Пре́мия МВД России —  премия в области литературы и искусства, науки и техники, учреждённая Министерством внутренних дел Российской Федерации в 1992 году. Является признанием заслуг творческих работников и коллективов, результаты работы которых повышают престиж службы в органах внутренних дел Российской Федерации и доверие граждан к деятельности ведомства.

## Положение о премии
Премия МВД России вручается:
- В области литературы и искусства — за наиболее талантливые произведения, пропагандирующие деятельность органов внутренних дел и получившие общественное признание;
- В области науки и техники — за достижения в развитии научно-технической деятельности в интересах органов внутренних дел.

В состав комиссии по премии МВД России входят представители главных управлений, департаментов, управлений МВД России, образовательных, научно-исследовательских организаций системы МВД России, Общественного совета при Министерстве внутренних дел Российской Федерации и Российского совета ветеранов органов внутренних дел и внутренних войск.
Лауреатам Премии МВД России присваивается звание «Лауреат премии МВД России», вручаются денежное вознаграждение в размере ста тысяч рублей, приз «Святой Георгий», нагрудный знак «Лауреат премии МВД России» и диплом «Лауреат премии МВД России». 
Премия МВД России вручается Министром внутренних дел Российской Федерации в ходе церемонии вручения государственных наград и ведомственных знаков отличия сотрудникам органов внутренних дел, посвященной ежегодному профессиональному празднику – Дню сотрудника органов внутренних дел Российской Федерации. 

## Лауреаты премии
Лауреатами Премии МВД России являются
- Народные артисты СССР:  Иосиф Кобзон, Михаил Жаров, Всеволод Санаев, Георгий Жженов, Армен Джигарханян, Василий Лановой, Людмила Зыкина, Тихон Хренников;
- Народные артисты РСФСР: Ренат Ибрагимов, Надежда Бабкина, Евгений Жариков, Николай Караченцов, Лев Лещенко, Валентина Толкунова;
- Народные артисты Российской Федерации:  Владимир Березин, Лариса Долина, Александр Малинин, Олег Газманов, Наталья Гвоздикова, Андрей Никольский, Валерий Леонтьев, Юрий Антонов, Николай Басков, Александр Буйнов;
- Заслуженные артисты Российской Федерации:  Игорь Ливанов, Борис Галкин, Владимир Конкин;
- Скульптор: Зураб Церетели;
- композиторы и поэты: Борис Карамышев, Владимир Высоцкий, Марк Минков, Михаил Танич, Сергей Михалков, Игорь Крутой, Анатолий Васильковский.
- продюсер: Игорь Матвиенко;
- священник Русской Православной Церкви: протоиерей Александр Новопашин;
- Оркестр народных инструментов имени Н. П. Осипова (художественный руководитель и главный дирижёр народный артист Российской Федерации Николай Калинин).

## Нормативные документы
- Приказ МВД России от 21 августа 2003 года № 666
- Приказ МВД России от 12 декабря 2011 года № 1223 (ред. от 20.04.2015) Архивная копия от 14 сентября 2018 на Wayback Machine